# 沈志弘
現任宜蘭縣的二十屆縣議員候選人（第十二選區）於2022年以國民黨籍登記參選宜蘭縣縣議員；於該年11月26號宣布當選確認當選宜蘭縣第二十屆縣議員